# Primitiu lexicogràfic
En lexicografia, un primitiu lexicogràfic és aquell mot la inclusió del qual en un diccionari tendeix a provocar circularitat o recurrència entre les definicions que el contenen.

## Causa semàntica
El motiu per què els primitius lexicogràfics desencadenen aquest fenomen s'explica pel fet que són paraules amb un significat molt elemental, corresponents a allò que en lexicologia es coneix com a primitius semàntics, definits per aquesta disciplina com "una unitat de significat que no es pot descompondre en altres unitats [més petites]", o bé "aquells termes que no es poden definir a través de termes [encara] més simples". Si per a la definició de qualsevol concepte cal recórrer successivament a nocions de significat més general, aleshores la recurrència és inevitable un cop arribats al nivell més bàsic de significació que representen els primitius lexicogràfics, primera baula de tota la cadena.

## Exemple de circularitat deguda a primitius lexicogràfics
Atès que aquest efecte és conseqüència necessària d'emprar primitius lexicogràfics, no hi ha cap diccionari general que, bo i incloent-los com a entrada, pugui evitar el problema de la circularitat. Tot seguit es reprodueix, extret del Diccionari de l'Institut d'Estudis Catalans en línia (DIEC2),l'itinerari a què obliga el vocable 'nen' a partir de l'estructura referencial que suggereixen, a cada estadi de la sèrie encadenada, els mots-clau o descriptors (aquests hi apareixen subratllats fins que es tornen recurrents, aleshores els marquem en negreta):

nen:
m. i f. [LC] Persona que està en els primers anys de la vida. Anava a recollir els nens a l'escola. Van tenir una nena preciosa.

persona:
1 1 f. [LC] Individu de l'espècie humana. Hi ha lloc per a vint persones. És una persona de bé. Ho he sabut per una persona amiga. El pare és una digníssima persona. És una persona intractable. Llavors intervingué en la disputa una tercera persona. 

individu:
2 1 m. [LC] [BI] [SO] Ésser organitzat i independent, sigui vegetal o animal. Un individu de l'espècie humana. 
 2 2 m. [LC] [SO] Persona, especialment quan pertany a una classe, a una corporació, a un grup social, a una comunitat humana. 

ésser(2):
2 1 m. [FS] Allò que és, que existeix, especialment dotat de vida. 

existir:
''1 v. intr. [LC] Tenir ésser real, sia material o espiritual. Des que el món existeix. Aquest document que dieu haver trobat, no existeix. Deixar d'existir. 

['ser' remet a] ésser(1):
1 v. intr. [LC] Existir, tenir realitat, tenir lloc com a fet. Déu és. Déu digué: «Sigui feta la llum», i la llum fou. Això no serà mai. No és que no li ho hagi dit. 

En aquest cas, la descripció del recorregut és tal com segueix: el mot 'nen' remet a 'persona' i aquest remet a 'individu', el qual compta amb definició múltiple i una de les accepcionsremet a la segona entrada del verb 'ésser', mentre que l'altra recorre al mot 'persona', anteriorment aparegut (primera recurrència); 'ésser' remet tant al verb 'existir' com al verb 'ser' (obviem aquí el pronom demostratiu 'allò', que seria el veritable descriptor d'aquesta definició) i, finalment, el verb 'ser' remet a la primera entrada del verb 'ésser' (segona recurrència), el qual ens remet de nou al verb 'existir (tercera recurrència)'. Observem que la primera recurrència detectada encara és salvable per tal com només s'esdevé en una de les accepcions reportades del mot 'individu', mentre que les altres dues ('ésser' i 'existir') no ofereixen alternativa, de manera que la 
seqüència de definicions acaba esdevenint un cul-de-sac, l'origen del qual són aquests dos primitius lexicogràfics.

## Enfocaments teòrics
Amb la finalitat d'oferir una solució al problema que representa la circularitat ens els diccionaris, la lexicografia teòrica o metalexicografia ha prestat atenció als estudis que lingüistes com Jackendoff (1983, 1990) i Wierzbicka (1996) han realitzat al voltant dels primitius semàntics. Tots dos investigadors relacionen aquests mots amb els universals lèxics, és a dir, patrons de significació genèrica que compartirien totes les llengües. Si bé tant un com l'altre proposen d'aïllar-los en un vocabulari reduït a partir del qual es puguin definir tots els altres significats,ambdós difereixen quant a la concreció d'aquest metallenguatge semàntic, atès que Jackendoff pretén basar-lo en categories abstractes (Semàntica Conceptual), mentre que Wierzbicka pretén basar-lo en mots provinents de les llengües naturals (Metallenguatge Semàntic Natural). Identificats, doncs, quins són els primitius semàntics, la lexicografia teòrica s'avindria a no incloure'ls en la nomenclatura dels diccionaris per tal d'evitar la recursivitat en les definicions.

## Llista no exhaustiva dels primitius lexicogràfics
La primera relació elaborada per Wierzbicka (1972) incloïa 14 elements, als quals la mateixa investigadora n'ha anat afegint d'altres fins a la seixantena (1996).

- Substantius: jo, tu, algú, gent/persona; quelcom
- Predicats mentals: pensar, saber, voler, sentir, veure, escoltar
- Parla: dir, paraula
- Accions, esdeveniments: fer, passar (esdevenir), moure
- Existència: haver-hi
- Vida: viure, morir
- Determinants: aquest, mateix, altre
- Quantificadors: un, dos, alguns, tots, molt/molts
- Avaluadors: bo, dolent
- Descriptors: gran, petit
- Temps: quan/temps, ara, abans, després, molt de temps, poc temps
- Espai: on/lloc, aquí, sobre, sota, a prop, lluny, al costat de, a dins de
- Connectors interclausals: perquè, si
- Operadors clausals: no, potser
- Metapredicat: poder
- Intensificador: molt, més
- Taxonomia, partonomia: tipus de, part de
- Semblança: com

Posteriors estudis o plantejaments diversos en poden alterar substancialment tant la quantitat com la composició.